# Eodrepanus integriceps
Eodrepanus integriceps är en skalbaggsart som beskrevs av Emile Janssens 1953. Eodrepanus integriceps ingår i släktet Eodrepanus och familjen bladhorningar. Inga underarter finns listade i Catalogue of Life.